# Even Though I’m Leaving
«Even Though I’m Leaving» (с англ. — «Даже если я ухожу») — песня американского кантри-певца Люка Комбса, вышедшая в качестве второго сингла со второго студийного альбома What You See Is What You Get (2019).
Сингл достиг первого места в радиоэфирном хит-параде Country Airplay и второго в кантри-чарте Hot Country Songs, получил 3-кратную платиновую сертификацию в США.

## История
В сетевом издании Taste of Country песня «Even Though I’m Leaving» описывается как «мягкая, пронизанная мандолиной кантри-песня» и «каменно-холодная слезовыжималка». Песня написана Комбсом в соавторстве с Уайаттом Дюрреттом и Рэем Фулчером и представляет собой драматическое взаимодействие отца и сына. В трёх разных сценариях сын, который является рассказчиком, умоляет отца не оставлять его. В первом куплете рассказчик — ребёнок, который боится монстров под своей кроватью, во втором — взрослый сын, отправляющийся служить в армию, а в последнем куплете сын переживает смерть отца. Ранее песня была представлена на мини-альбома Комбса 2019 года The Prequel.

## Коммерческий успех
23 ноября 2019 года песня «Even Though I’m Leaving» достигла первого места в американском кантри-чарте Country Airplay, что позволили Комбсу стать первым музыкантом у которого все первые 7 синглов побывали на вершине чарта с начала отсчёта этого чарта службой Nielsen SoundScan в январе 1990 года. Он также достиг 11-го места в Billboard Hot 100, став для Комбса его первым хитом в Топ-20 этого основного американского чарта
Из альбома What You See Is What You Get (2019) вышли семь синглов и все попали на первое место Country Airplay: «Forever After All» (июнь 2021), «Better Together» (5 недель на № 1 в январе 2021); «Lovin’ on You» (5, сентябрь 2020); «Does to Me» (2, мая 2020); «Even Though I’m Leaving» (5, ноябрь 2019); «Beer Never Broke My Heart» (2, август 2019) и «Cold as You» (1, ноябрь 2021). Шесть подряд чарттопперов последний раз было в 2017 году из альбома Kill the Lights Люка Брайана.
Сингл получил 3-кратную платиновую сертификацию в США.

## Чарты
| Чарт (2019—2020)                    | Высшая позиция |
| ----------------------------------- | -------------- |
| Канада (Billboard Canadian Hot 100) | 30             |
| Канада (Billboard Country)          | 1              |
| Шотландия (OCC Scotland)            | 89             |
| США (Billboard Hot 100)             | 11             |
| США (Billboard Hot Country Songs)   | 2              |
| США (Billboard Country Airplay)     | 1              |

| Чарт (2019)                        | Позиция |
| ---------------------------------- | ------- |
| США (Country Airplay, Billboard)   | 58      |
| США (Hot Country Songs, Billboard) | 38      |

| Чарт (2020)                        | Позиция |
| ---------------------------------- | ------- |
| США (Billboard Hot 100             | 85      |
| США (Country Airplay, Billboard)   | 19      |
| США (Hot Country Songs, Billboard) | 18      |

## Сертификации
| Регион                                                                      | Сертификация  | Продажи   |
| --------------------------------------------------------------------------- | ------------- | --------- |
| Канада (Music Canada)                                                       | 2× Платиновый | 160 000   |
| США (RIAA)                                                                  | 3× Платиновый | 3 000 000 |
| Данные о продажах + прослушиваниях приведены только на основе сертификации. |               |           |